# Vostok Rupes
Vostok Rupes est un escarpement situé dans le quadrangle de Discovery (H11) de la planète Mercure. En1976, l'Union astronomique internationale l'a nommée en hommage au navire russe Vostok de l'exploration Bellingshausen.

## Relief géologique

### Localisation
Vostok Rupes se situe dans le Quadrangle de Discovery (H11) de Mercure.

### Appellation
Vostok Rupes a été observée pour la première fois par Mariner 10. Son nom honore le navire russe Vostok de l'Expédition scientifique Bellingshausen qui a exploré l' Antarctique de 1819 à 1821. Ce nom a été approuvé par l'Union astronomique internationale en 1976.

### Caractéristiques
Vostok Rupes résulte d'un processus de faille de chevauchement donnant en surface un escarpement lobé de 124 km de long. Elle traverse le grand cratère Guido d'Arezzo de 58 km de rayon, en coupant ses parois révélant un net décalage de ces parois ainsi que sa nature tectonique de compression. La partie sud-ouest de la paroi du cratère a été déplacée horizontalement de 10 km par Volstok Rupes.

## Galerie

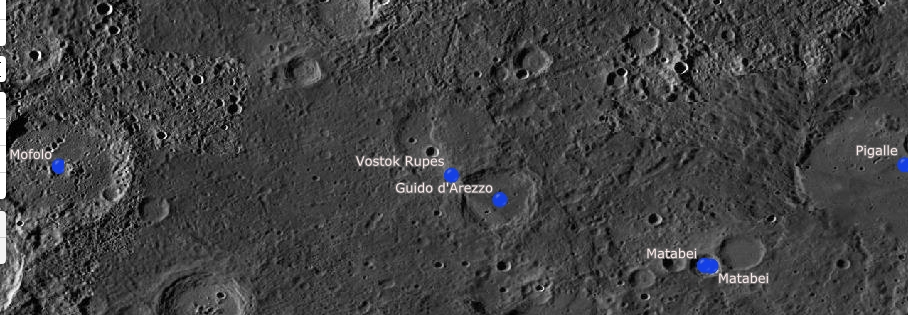
Vostok Rupes Faille de 124 km
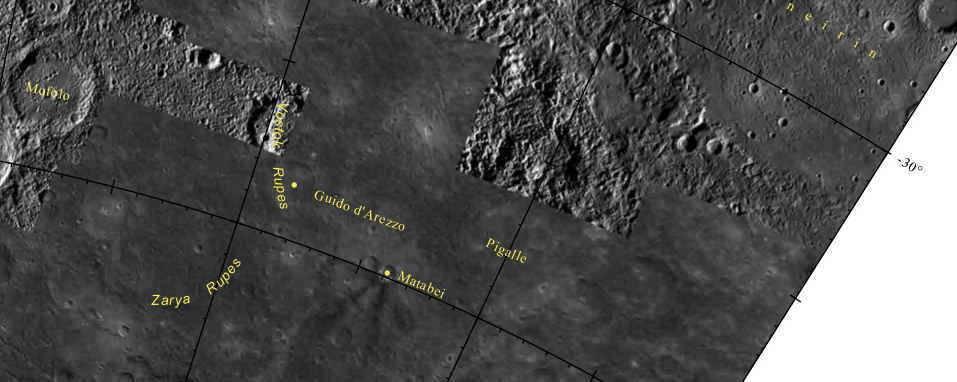
Vostok Rupes entre les grands cratères Mofolo et Pigalle